# Rally Cristian López Herrero
El Rally Cristian López Herrero es una prueba de rally que se celebra anualmente en Cantabria (España) desde 2007 organizado por la A.D. Cristian López Herrero y puntuable para el Campeonato de Cantabria de Rally. Desde 2021 también lo es para la Copa de España de Rallyes de Asfalto.
Nació bajo el nombre inicial de rallysprint de Sarón pero al año siguiente recibió el nombre en recuerdo de Cristian López Herrero un copiloto local que falleció en el rallysprint de Comillas en 2006.

## Palmarés
| Año  | Edición                                    | Piloto                  | Copiloto               | Automóvil                | Series                 |
| ---- | ------------------------------------------ | ----------------------- | ---------------------- | ------------------------ | ---------------------- |
| 2007 | 1.º Rallysprint de Sarón                   | Xabier Lújua            | Jesús Estrada          | Škoda Octavia WRC Evo2   |                        |
| 2008 | 2.º Rallye Cristian López Herrero          | David Hernando          | Antonio Fernández      | Mitsubishi Lancer Evo IX | Cantabria              |
| 2009 | 3.º Rallye Cristian López Herrero          | José Manuel Gómez       | Diego Fuentes          | Mitsubishi Lancer Evo IX | Cantabria              |
| 2010 | 4.º Rallye Cristian López Herrero          | Eugenio Mantecón        | Carlos del Barrio      | Mitsubishi Lancer Evo X  | Cantabria              |
| 2011 | 5.º Rallye Cristian López Herrero          | Francisco Javier España | Juan Luis García       | Mitsubishi Lancer Evo X  | Cantabria              |
| 2012 | 6.º Rallye Cristian López Herrero-Sarón    | Enrique García Ojeda    | Borja Rozada           | Citroën DS3 R3T          | Cantabria              |
| 2013 | 7.º Rallye Cristian López Herrero          | Enrique García Ojeda    | Mario González         | Citroën DS3 R3T          | Cantabria              |
| 2014 | 8.º Rallye Cristian López Herrero          | Pedro Burgo             | Salvador Belzunces     | Porsche 997 GT3 RS 3.8   | Cantabria              |
| 2015 | 9.º Rallye Cristian López Herrero          | Iván Ares               | Álvaro Bañobre         | Porsche 997 GT3 RS 3.8   | Cantabria              |
| 2016 | 10.º Rallye Cristian López Herrero         | Daniel Peña             | Raúl Pérez Edilla      | Citroën DS3 R3T          | Cantabria              |
| 2017 | 11.º Rallye Cristian López Herrero         | Surhayen Pernía         | Carlos del Barrio      | Hyundai i20 R5           | Cantabria              |
| 2018 | 12.º Rallye Cristian López Herrero-Sarón   | Javier Pardo Siota      | Adrián Pérez Fernández | Suzuki Swift R+          | Cantabria, País Vasco  |
| 2019 | 13.º Rallye Cristian López Herrero         | Dani Sordo              | Cándido Carrera        | Hyundai i20 R5           |                        |
| 2020 | Rallye Cristian López Herrero              | Cancelado               | Cancelado              | Cancelado                | Cancelado              |
| 2021 | 14.º Rallye Blendio Cristian López Herrero | Dani Sordo              | Cándido Carrera        | Hyundai i20 R5           | Copa España, Cantabria |
| 2022 | 15.º Rallye Blendio Cristian López Herrero | Efrén Llarena           | Sara Fernández         | Škoda Fabia Rally2 evo   | Copa España            |